# Henryk Szczurzyński
Henryk Seweryn Szczurzyński (ur. 8 stycznia 1926 roku w Łodzi, zm. 14 października 2006 w Adelaide) – polski piłkarz występujący na pozycji bramkarza.

## Kariera piłkarska
Szczurzyński przez znaczną część kariery był związany z ŁKS-em Łódź, w którym treningi rozpoczął w 1947 roku. Po roku został włączony do drużyny seniorów. W barwach ŁKS-u zadebiutował 14 marca 1948 roku w przegranym 2:1 meczu z Tarnovią Tarnów. Szczurzyński grał dla ŁKS-u przez trzynaście sezonów. W tym czasie zdobył z drużyną mistrzostwo (1958), wicemistrzostwo Polski (1954) i trzecie miejsce w mistrzostwach kraju (1957) oraz Puchar Polski (1957). Pod koniec lat 50. wyjechał do Australii, gdzie kontynuował karierę w latach 1961–1964 w Polonii Adelaide i wykonywał zawód dziennikarza sportowego. 

## Statystyki

### Klubowe w latach 1948–1952 i 1954–1960
| Sezon | Klub     | Liga   | Liga krajowa | Liga krajowa | Liga krajowa | Puchar Polski | Puchar Polski | Puchar Polski | Łącznie | Łącznie | Łącznie |
| ----- | -------- | ------ | ------------ | ------------ | ------------ | ------------- | ------------- | ------------- | ------- | ------- | ------- |
| Sezon | Klub     | Liga   | M            | GW           | CK           | M             | GW            | CK            | M       | GW      | CK      |
| 1948  | ŁKS Łódź | I Liga | 26           | 64           | 3            | –             | –             | –             | 26      | 64      | 3       |
| 1949  | ŁKS Łódź | I Liga | 17           | 37           | 4            | –             | –             | –             | 17      | 37      | 4       |
| 1950  | ŁKS Łódź | I Liga | 20           | 36           | 5            | –             | –             | –             | 20      | 36      | 5       |
| 1951  | ŁKS Łódź | I Liga | 22           | 32           | 3            | 3             | 3             | 1             | 25      | 33      | 4       |
| 1952  | ŁKS Łódź | I Liga | 8            | 18           | 1            | 1             | 7             | 0             | 9       | 25      | 1       |
| 1954  | ŁKS Łódź | I Liga | 9            | 11           | 1            | –             | –             | –             | 9       | 11      | 1       |
| 1955  | ŁKS Łódź | I Liga | 18           | 26           | 5            | 3             | 8             | 0             | 21      | 34      | 5       |
| 1956  | ŁKS Łódź | I Liga | 20           | 25           | 5            | 1             | 1             | 0             | 21      | 26      | 5       |
| 1957  | ŁKS Łódź | I Liga | 22           | 28           | 6            | 4             | 3             | 2             | 26      | 31      | 8       |
| 1958  | ŁKS Łódź | I Liga | 16           | 17           | 5            | –             | –             | –             | 16      | 17      | 5       |
| 1959  | ŁKS Łódź | I Liga | 1            | 1            | 0            | –             | –             | –             | 1       | 1       | 0       |
| 1960  | ŁKS Łódź | I Liga | 1            | 0            | 1            | –             | –             | –             | 1       | 0       | 1       |
| Razem | Razem    | Razem  | 180          | 295          | 39           | 12            | 22            | 3             | 192     | 317     | 42      |

## Sukcesy

### ŁKS Łódź
- Mistrzostwo Polski w sezonie 1958
- Wicemistrzostwo Polski w sezonie 1954
- 3. miejsce mistrzostw Polski w sezonie 1957
- Puchar Polski w sezonie 1957